# III. Rajmund tripoliszi gróf
III. Rajmund (kb. 1140 – 1187 szeptembere vagy októbere) Tripolisz grófja 1152-től 1187-ig és felesége, Eschiva révén Galilea hercege 1174-től 1187-ig. Fontos szerepet töltött be a Jeruzsálemi Királyságban a város 1187-es elestét megelőző időszakban; többek között régensi hatalmat gyakorolt IV. Balduin fiatalkorúsága idején és az V. Balduin halálát követő zűrzavaros időszakban is ő volt az egyik legnagyobb hatalommal bíró nemes a királyságban.

## Élete

### Gyermekkora
Rajmund 1140 körül született. Édesanyja Hodierna tripoliszi grófné, édesapja II. Rajmund tripoliszi gróf. A párnak két gyermeke született, habár a korabeli pletykák szerint Rajmund húga, Melisenda más apától származott. A feltételezés alapját szolgáltatta, hogy Hodierna és II. Rajmund házassága messze nem volt ideális. Az erős akaratú, víg kedélyű Hodierna a hírek szerint kicsapongó életet élt; férje féltékenységében volt, hogy el is zárta az asszonyt. 1152-ben házasságuk annyira megromlott, hogy a gyerekek nagynénje, Melisenda jeruzsálemi királynő úgy érezte, közbe kell avatkoznia. Hodierna úgy döntött, hogy egy időre Jeruzsálembe utazik testvérével. A városban érte a hír, hogy férjét az asszaszinok meggyilkolták - ennek oka nem tisztázott, feltehetően az dühítette fel őket, hogy a gróf templomos helyőrséget létesített Tartúsz erődjében, amely közel feküdt a közösség területeihez - így a grófi címet a 12 éves Rajmund örökölte. Hodierna visszatért a grófságba, hogy fia nagykorúságáig betöltse a régensi pozíciót.

### Nézeteltérések Bizánccal
I. Mánuel bizánci császár 1159-ben megözvegyült és úgy döntött, hogy az outremer keresztény államalakulatok területéről szerez magának új feleséget. Két fő jelöltje volt: Mária, Antiókhiai Konstancia lánya és Rajmund húga, Melisenda.III. Balduin is Melisendát támogatta, mert nem szerette volna, ha szorosabbá válik a császár és Antióchia viszonya. Bár egy bizánci küldöttség megfordult Tripoliszban, hogy a császárnak jelentést adhasson a feleségjelöltről, de további hírt nem kapott Rajmund Konstantinápolyból. A császár habozásának oka részben az volt, hogy eljutottak hozzá a Melisendáról szóló pletykák, részben pedig az, hogy értesült róla, hogy Balduin beavatkozott Antiochia ügyeibe. Egyes történészek szerint a Melisenda körül kipattant botrány csupán politikai cselfogás volt: ürügy az eljegyzés felbontására, amit a császár végül meg is tett. A csalódott és megalázott Melisenda zárdába vonult, és hamarosan meghalt.
Rajmund igazságtalannak érezte a császár lépését, és dühösen követelte, hogy a kelengyére költött pénzét térítsék meg. Amikor nem kapta meg a kártérítést, felfegyverzett gályáival - amelyek eredetileg Melisendát kísérték volna Konstantinápolyba - a Bizánc fennhatósága alá tartozó Ciprust kezdte fosztogatni.

### A börtönévek
1161-ben III. Balduin király Tripoliszon átutazva megbetegedett. Rajmund a rendelkezésére bocsátotta saját orvosát, a szír Barakot. A király állapota rosszabbra fordult és 1162. február 10-én meghalt. Sokan úgy hitték, hogy az egyébként jó egészségnek örvendő király halálát Barak orvosságai okozták. Balduint testvére, Amalrik követte a trónon.
1164-ben Núr ad-Dín megtámadta Harenc kulcsfontosságú várát. III. Bohemund antiochiai fejedelem hívására Rajmund augusztus elején útnak indult a vár felmentésére. Bár Núd ad-Dín elvonult seregével, Bohemund lovagjaival a nyomában maradt. A döntő csatában, augusztus 12-én Rajmund is fogságba esett. 1173-ig Aleppóban raboskodott, ahonnan végül 80 000 arany fejében szabadulhatott. Rabsága idején Amalrik gyakorolta a hatalmat régensként a grófságban. Rajmund a börtönéveket tanulásra használta fel. Sokat olvasott, megtanult arabul és megismerte a muszlim szokásokat.

### Házasság és jeruzsálemi régensség

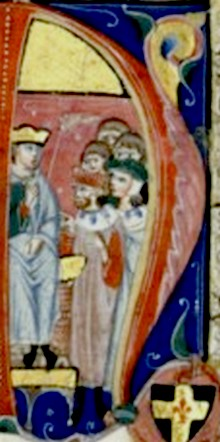
IV. Balduin jeruzsálemi király és III. Rajmund tripoliszi gróf

Rajmund 1174-ben feleségül vette a Jeruzsálemi Királyság második leggazdagabb örökösnőjét, Eschivát, Galilea hercegnőjét, Saint-Omer-i Valter özvegyét. Ezzel megszerezte a királyság északi területeinek ellenőrzését. Ugyanebben az évben elhunyt Amalrik. Fia és utóda, IV. Balduin ekkor még csak tizenhárom éves volt, így régenst kellett mellé kinevezni. A pozíciót először Miles de Plancy töltötte be, majd a helyi nemesek - így II. Toroni Henfrid, az Ibelinek és Szidóni Rajnald - támogatását bíró Rajmund. Miles rossz néven vette, hogy eltávolították a hatalomból, ám néhány héttel később meggyilkolták Akkonban.
Rajmund régenssége alatt folytatódott a királyság belső szakadása. Rajmund és a Szentföldön született bárók (így az Ibelinek), valamint a johanniták békére törekedtek a szomszédos államokkal és legfőképp Szaladin egyiptomi szultánnal, miközben Châtillon Rajnald antiochiai fejedelem, III. Joscelin edesszai gróf és a templomosok is a háború mellett foglaltak állást. A templomosok Rajmunddal való szembekerülése részben személyes okokra vezethető vissza. A gróf ugyanis még 1173-ban megígérte a szolgálatába szegődött flamand lovagnak, Ridfort-i Gérardnak, hogy egy gazdag örökösnőt ad hozzá. Amikor Botrun urának lányát, Luciát ígéretét megszegve Gérard helyett egy Pilvano nevű gazdag pisaihoz adta (cserébe a lány súlyának megfelelő arany ütötte a markát), Gérard sértődöttségében elhagyta a grófot és belépett a templomosok rendjébe. 1185-ben a rend nagymestere lett.
Rajmund régensként Szaladin növekvő hatalmának megfékezésére törekedett. Mikor IV. Balduin elérte a nagykorúságot, visszalépett a régenségtől (1176). 1182 elején azonban IV. Balduin állapota rohamosan romlani kezdett. A király ezúttal anyjának, nővérének és Heraclius pátriárkának a győzködésére nővére, Szibilla férjét, Guidót nevezte ki régensnek. Guidó hamar eljátszotta a király bizalmát azzal, hogy szemet hunyt Châtilloni Rajnald muszlim karavánok ellen irányuló támadásai fölött, sőt, még támogatta is azokat. A király iránti tiszteletlensége és sorozatos engedetlensége folytán a király végül Guidót megfosztotta régensi rangjától és társuralkodójává nevezte ki Szibilla fiát, Balduint. A régensség visszaszállt Rajmundra, aki e mellett azonban a gyermekkirály gyámságát már nem vállalta, félve attól, hogy ha esetleg a gyenge egészségi állapotú gyermek meghalna, megvádolnák azzal, hogy siettette a halálát. A király 1185 elején a bárók gyülekezete előtt is kinyilvánította végakaratát.

### A második jeruzsálemi régensség
IV. Balduin 1185-ben hunyt el, és unokaöccse, V. Balduin örökölte a királyi címet. Rajmund a király temetése után összehívta a bárókat, hogy megegyezzenek a követendő politikai irányban. A királyság szorult helyzetben volt, a téli esőzések elmaradása miatt éhínség lépett fel. Nyugatról újabb, nagyobb keresztes hadak nem indultak, így az egyetlen, célra vezető megoldás az maradt, hogy ameddig csak lehet, fenn kell tartani a békét Szaladinnal. A négyéves fegyverszünetre tett javaslat jól jött Szaladinnak is, akinek rendeznie kellett egyiptomi rokonainak nézeteltéréseit.

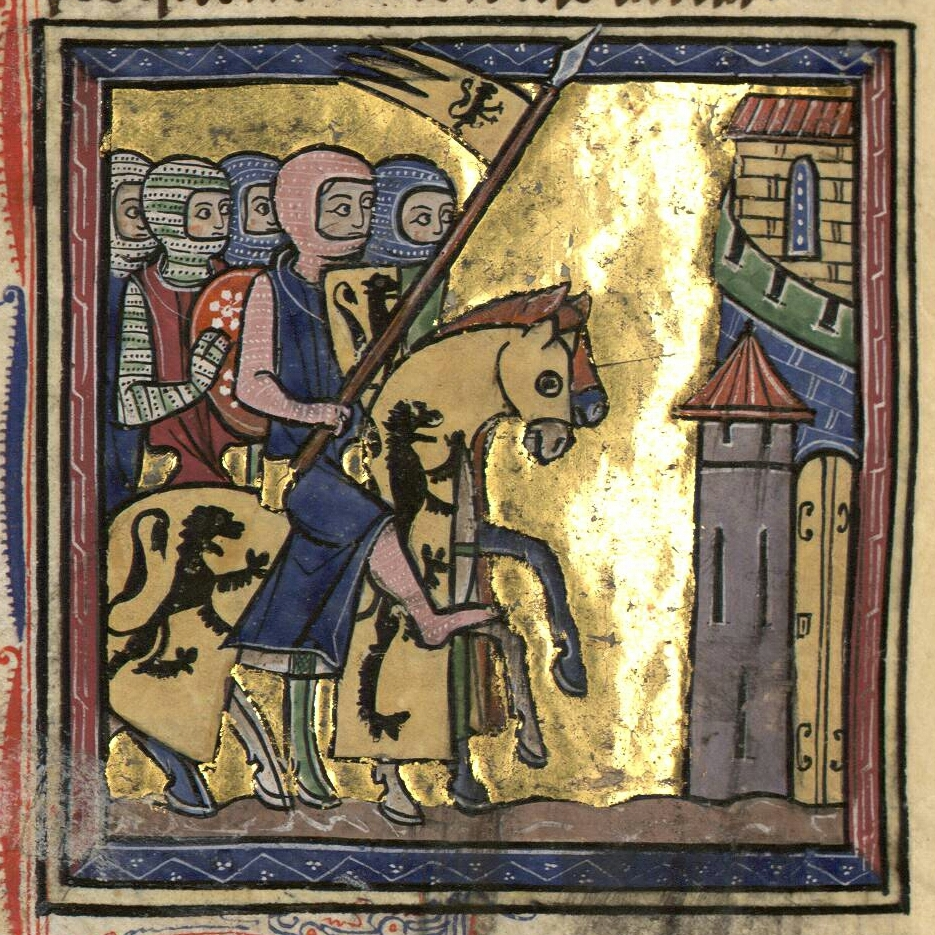
III. Bohemund és III. Rajmund tripoliszi gróf

A király korai halála (1186) után a királyságot tovább marcangolták a belső nézeteltérések. Joscelin sénéchal meggyőzte Rajmundot, hogy Jeruzsálemen kívül, a pátriárka fondorlatosságaitól távol hívja össze tanácskozni a bárókat. Rajmund besétált a csapdába, Joscelin pedig távolléte alatt Szibillát kiáltották ki királynővé. Amikor Rajmund rájött, hogy becsapták, tanácskozásra hívta támogatóit Nábluszba, az Ibelinek egyik várába. Ott volt többek között Ibelin Balian a feleségével, Izabella (Szibilla húga) a férjével, IV. Toroni Henfriddel, Ramlai Balduin, Kaiszareiai Valter és Szidóni Rajnald. Két ciszterci barátot küldtek Jeruzsálembe, hogy az összeesküvőket emlékeztessék a IV. Balduinnak tett esküjükre. A jeruzsálemi összeesküvők között volt Szibilla, férje, Guidó, Joscelin sénéchal, Imre (Guidó fivére), Châtilloni Rajnald és Rajmund nagy ellenfele, a templomos nagymester, Ridfort-i Gérard. Szibillát Heraclius pátriárka az egyház támogatásáról is biztosította. Jeruzsálemben csak a johanniták nagymestere maradt hű esküjéhez. Guidó népszerűtlensége miatt a pátriárka csak Szibillát koronázta meg, aki szabadon megválaszthatta, kit kíván megkoronázni a második diadémmal. Választása férjére esett. A szertartás után Ridfort-i Gérard — Rajmund ballépésére utalva — felkiáltott, hogy „Ez a korona a fizetség a botruni házasságért!”.
Rajmund nem adta fel. Meggyőzte a bárókat, hogy az uralkodó árral szemben Izabellát és férjét, Toroni Henfridet támogassák. A bárók egyesült ereje folytán (a nagyurak közül csak Châtilloni Rajnald volt a másik pártban) céljukat el is érhették volna, de Toroni Henfrid megfutamodott, Jeruzsálembe szökött a rá váró feladat elől, és hűségesküt tett Guidónak. Rajmund ezek után felismerte a helyzet reménytelenségét, és feloldotta esküjük alól a bárókat. Akkonban került sor a „megtért” bárók és Guidó első gyűlésére. Guidó Rajmund távollétében bejelentette, hogy elveszi Bejrútot, amit korábban Rajmund még IV. Balduintól kapott unokaöccse melletti régenssége fejében. Felszólította továbbá arra, hogy számoljon el a régenssége alatti közpénzekkel. A bárók közül egyedül Ibelin Balian testvére, Balduin nem fogadott hűséget, és nappal később el is hagyta a királyságot. Antiochiába ment, ahol III. Bohemund támogatását élvezte — ő nem rejtette véka alá, hogy rokonszenvezik Rajmunddal.

### A hattini katasztrófa
A királyság belső megosztottsága folytán tanácsos lett volna fenntartani Szaladinnal a békét, de Châtilloni Rajnald a békét megszegve 1186-ban megtámadott egy, a földjén áthaladó óriási muszlim karavánt. A fegyverszünet megsértése provokálta Szaladint és a háború elkerülhetetlenné vált. Rajmund saját grófságára és felesége galileai hercegségére is fegyverszünetet kötött Szaladinnal, hozzátéve, hogy abban az esetben is ragaszkodik a békéhez, ha a király háborúba bocsátkozna. A bölcs taktikát ellenségei árulásnak vélték és Rajmund lépését úgy értékelték, hogy Szaladint akarja felhasználni a király megbuktatásához. Guidó már Tibériás ostromát tervezgette és csak Ibelin Balian közbelépése akadályozta meg, hogy polgárháború robbanjon ki. A király és Rajmund között nehezen akart a viszony rendeződni, hisz ez utóbbi Bejrút fejében lett volna hajlandó csak Guidót elismerni királynak, aki viszont nem volt hajlandó visszaszolgáltatni neki a várost.

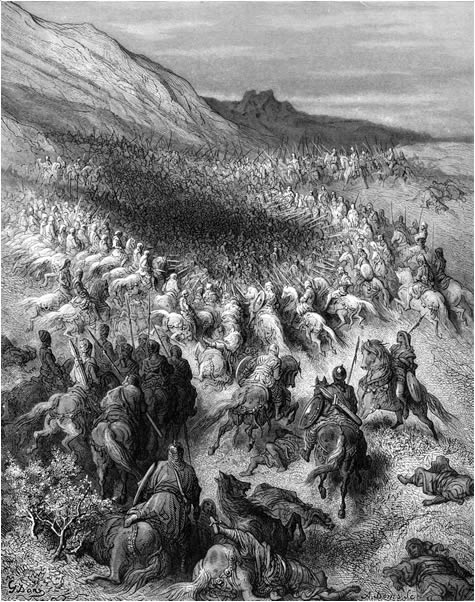
A hattíni csata

A megegyezés céljából küldöttség indult útnak 1187. április 29—én Jeruzsálemből tíz johannita kíséretében. Közben Szaladin is küldöttséget menesztett Tibériásba azzal a céllal, hogy Rajmund hozzájárulását kérje egy muszlim sereg számára, amely át akart vonulni galileai birtokain . Rajmund beleegyezett ebbe, azzal a feltétellel, hogy a muszlim sereg semmiféle kárt nem tesz a birtokában. A gróf tájékoztatta alattvalóit a megállapodásról és elrendelte, hogy a lakosok ne mozduljanak ki az otthonaikból.
Május elsején kora reggel Kukburí emír 7000 mamelukjával egyetemben elvonult Tibériás falai előtt. A sereg jelenlétének híre La Fève várában érte a  Ridfort-i Gérard és Moulins-i Roger nagymestereket. A muszlimokkal kötött egyességen felháborodva Gérard 90 templomost gyűjtött maga köré a környező erődökből és további 40 lovagot hívott össze Názáret városából.
Az így összegyűlt had a Cresson forrás közelében találta az útjáról visszatérő mamelukokat, akik épp a lovaikat itatták. Noha Moulins-i Roger felhívta a figyelmet a többszörös túlerőre, Ridfort-i ragaszkodott a támadáshoz, emlékeztetve társait a fogadalmukra, miszerint harcolniuk kell a szaracénok ellen.
Mint ahogyan várható volt, a cressoni ütközetként elhíresült összecsapás katasztrofálisan végződött: a keresztény seregből mindössze 3 lovag és maga Ridfort-i Gérard tudott elmenekülni.
Bár a muszlimok ígéretükhöz híven Rajmund tartományában nem tettek kárt és még aznap este visszatértek Tibériás alá, lándzsáikra a visszaúton a templomos lovagok feje volt tűzve. Miután a tragédiát követően saját szövetségesei is ellene fordultak, Rajmund Ibelini Balian közvetítésével hűséget esküdött Guidónak és visszatért Jeruzsálembe.
1187. júniusának végén Szaladin megtámadta Tibériás várát, ahol Rajmund felesége, Eschiva tartózkodott. Akkonban tanácskozott a király az egyesült keresztény seregek parancsnokaival. Rajmund felismerte a csapdát és rámutatott, hogy míg a muszlim sereg vízellátása jó a Genezáreti-tó adta lehetőségek folytán, addig a keresztény sereg a hőségben előnytelen helyzetbe kerülhet, így egyelőre nem tanácsos támadást indítani. A lovagok többsége egyetértett Rajmunddal, de Châtilloni Rajnald és Gérard nagymester árulással vádolták. A király elrendelte az azonnali támadást. Július 2-án a seregek letáboroztak Szephóriánál és július 3-án tovább vonultak Tibériás felé. Az elősereget – élve a feudális jogával – birtokain Rajmund vezette. Rajmund előrelátása igaznak bizonyult, a jeruzsálemi sereg egy része a hőségtől és vízhiánytól már útközben megsemmisült. Délután a sereg maradéka elérte a Hattíni-fennsíkot. Másnap reggel, egy véres csatában Szaladin felmorzsolta majd' a teljes jeruzsálemi sereget. Rajmund azt követően, hogy Takí-ad-Dín elzárta útját a sereg többi részétől, menekülni kényszerült lovagjaival. Érdekes tény, hogy Szaladin arra utasította vezéreit, nyissák meg az utat a gróf előtt és hagyják elhagyni a csatateret. Valamivel később még Ibelin Baliannak és Szidóni Rajnaldnak is sikerült kitörnie.
Július 5-én Eschiva feladta Tibériást. Szaladin kegyes volt Tripolisz grófnéjához és megengedte, hogy háza népével együtt Tripoliszba távozzon, ahol férje várta.
Rajmund 1187 végén, mellhártyagyulladásban hunyt el. Gyermektelen volt, grófságát III. Bohemund antiochiai fejedelem fiára, Rajmundra hagyta, aki egyben a tripoliszi gróf keresztfia is volt. A végrendelet azt is kimondta, hogy amennyiben a Toulouse-i grófi ház egyik tagja keletre jönne, őt illeti meg a grófság.

## Megítélése
Rajmund személyisége és politikai működése a kortársait és a későbbi korok történészeit is megosztja. Rajmund tragédiája a frank gyarmatosítók egész második és harmadik nemzedékének a tragédiája volt;  ezek a keresztények sokkal toleránsabb politika mellett foglaltak állást, de a nyugati társaik fanatizmusa folytán kényszeredetten ugyan, de belesodródtak az eseményekbe. Rajmund két ellenséges oldalon próbált meg megfelelni. Sok kortársa árulónak tartotta, egyesek még olyan feltételezésekkel is éltek, hogy áttért az iszlám vallásra. A legtöbben bölcs meglátásait nem vitatják, a motivációit illetően azonban – a Királyság vagy a saját érdekei vezérelték-e – a vélemények megoszlanak. Ibn-al Aszír szerint nagyravágyó volt és király akart lenni. Sokan Rajmund Szaladinnal való barátságának építését hatalmának visszaállítására, esetlegesen a királyság megszerzésére tett kísérletként fogták fel.

## Ábrázolása
Türoszi Vilmos Rajmundot közepes magasságú, szálas, egyenes tartású, sötét bőrű és sötét hajszínű, szúrós szemű férfiként írja le, aki csatában erős és gyors, a mindennapi életben higgadt és előrelátó volt. Kortársaival ellentétben az evés és ivászat terén mértékletességre törekedett. Idegenekkel szemben bőkezű és nagyvonalú volt, saját emberivel szemben kevésbé. Igen művelt ember hírében állott; műveltségét részben fogsága idején szerezte. Érdeklődő ember volt, aki mindig szeretett kérdéseket feltenni, ha olyan ember társaságában volt, akiről feltételezte, hogy a kérdéseit meg tudja válaszolni. Feleségét őszintén szerette, ahogy annak előző házasságából született fiait is, úgy, mint ha sajátjai lettek volna.
A muzulmán szerzők közül Ibn-al Aszír megjegyezi, hogy a frankok között abban az időben nem volt bölcsebb és bátrabb ember nála, de hozzáteszi, hogy nagyravágyó is volt. Ibn Jubayr véleménye, hogy rendkívül intelligens és furfangos ember volt.
Rajmund alakja megjelenik több, a keresztes háborúk idejét feldolgozó regényben, filmben és videójátékban is.
Legismertebb ezek közül Ridley Scott 2005-ös Mennyei királyság című filmje, amelyben Jeremy Irons angol színészt láthatjuk Rajmund szerepében. Annak érdekében, hogy a laikus nézők véletlenül se keverjék össze Rajmundot és Rajnaldot (Châtilloni Rajnald), valamint a líbiai és libanoni Tripolit, a történetben a grófot Tibériás grófjának, gyakran csak Tibériásnak nevezik. A körülötte kibontakozó események is csak részben igazodnak a történelmi eseményekhez. Rajmund/Tibériás a filmben Jeruzsálem marsallja, ami a valóságban egy alacsony tisztség volt a Királyságban. A filmben, csakúgy mint a valóságban, Rajmund/Tibériás az Ibelinekkel együtt muzulmán-barát politikát képvisel Guidó és Rajnald ellenében. Ellentétben a valósággal, a filmben Rajmund/Tibériás nem veszt részt a Hattini csatában és nem Tripoliszba, hanem kiábrándulva a szentföldi küldetésből, Ciprusra vonul vissza. Jeremy Irons külső megjelenése megfelel Türoszi Vilmos Rajmundról szóló leírásának.